# Ariocarpus kotschoubeyanus
Ariocarpus kotschoubeyanus (укр. Аріокарпус Кочубея) — вид кактусів з роду аріокарпус (Aiocarpus).

## Етимологія

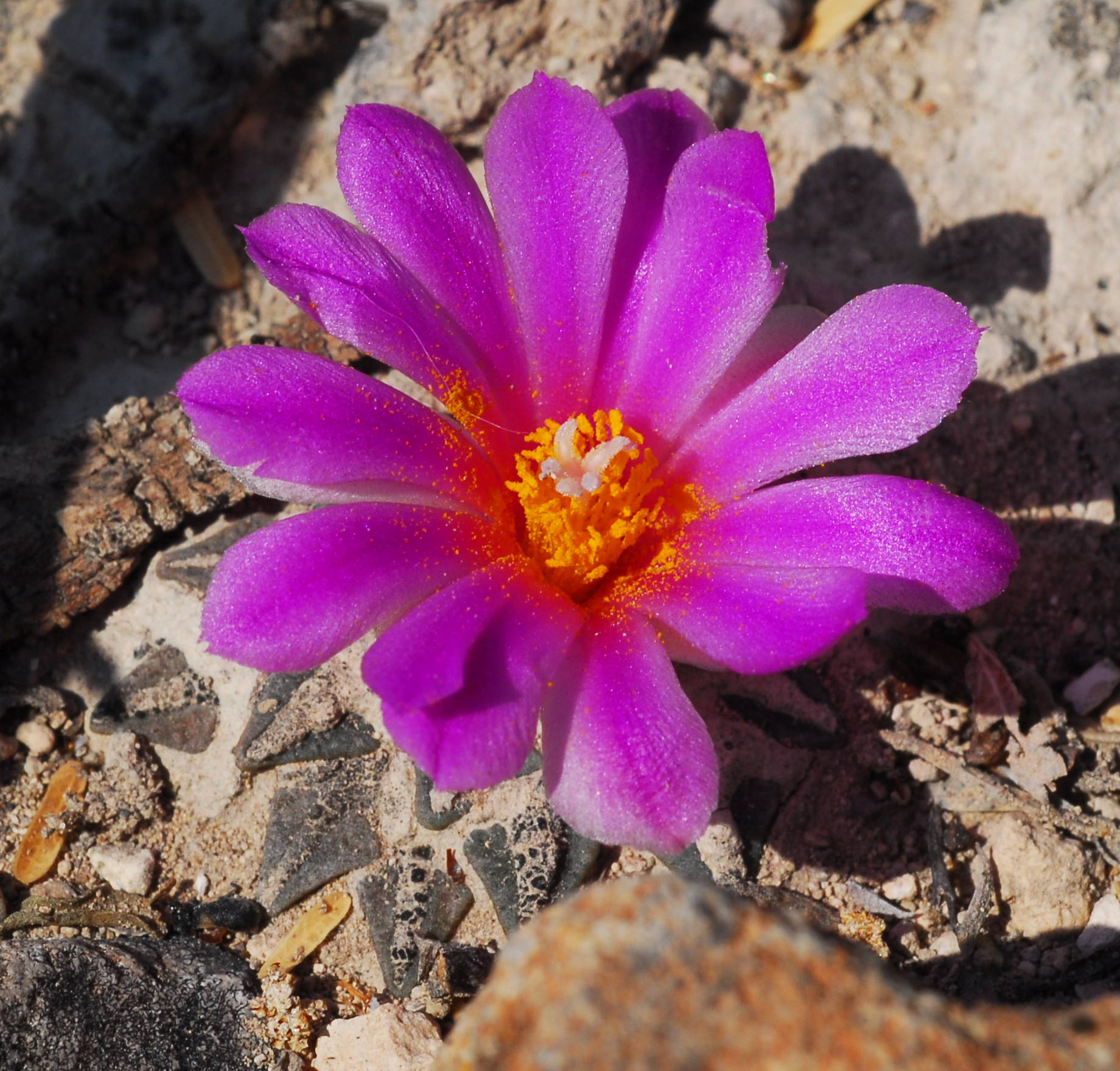
Квітка Ariocarpus kotschoubeyanus

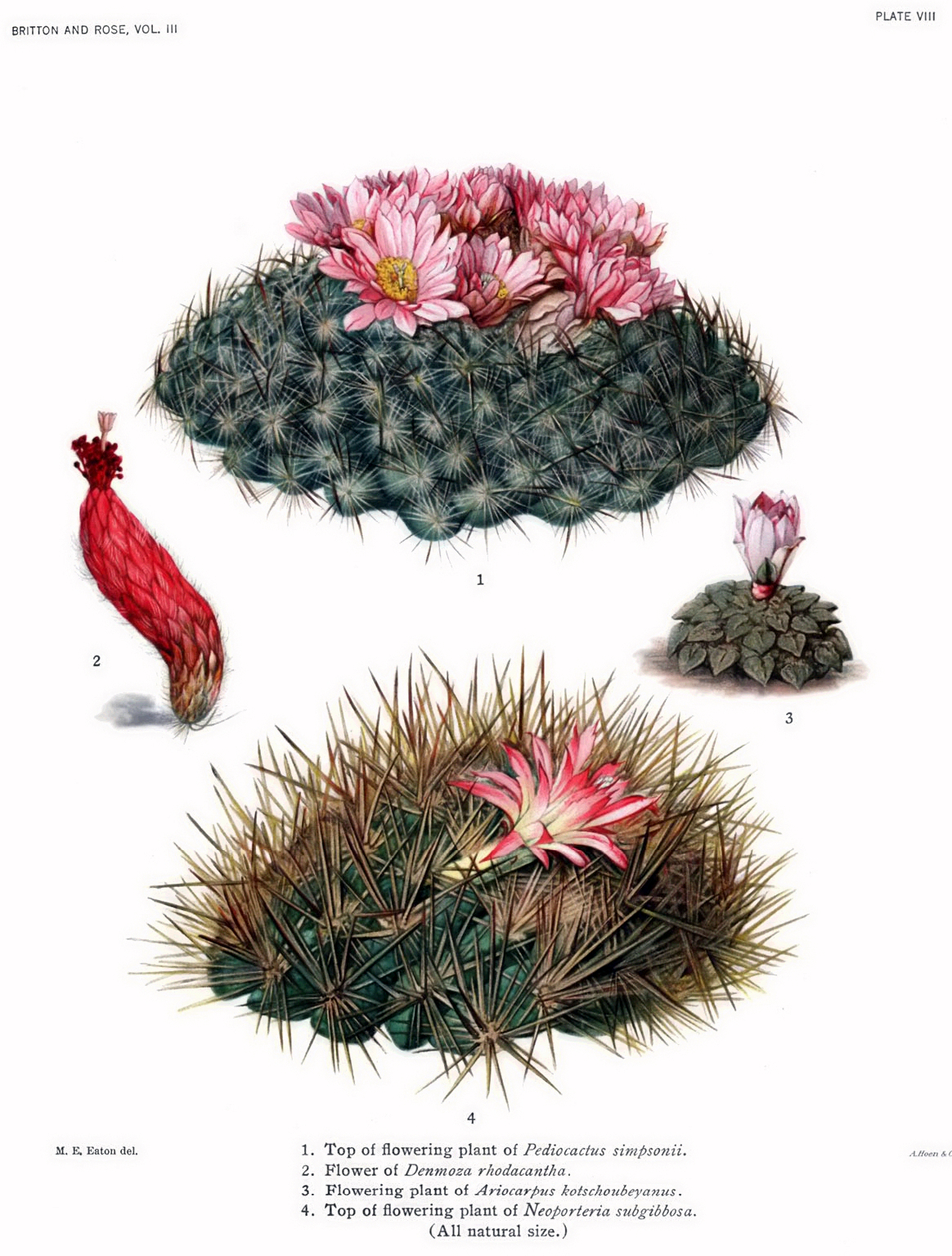
Ілюстрація з монографії Бріттона і Роуза «The Cactaceae» (1922), том III. (Ariocarpus kotschoubeyanus на малюнку 3.)

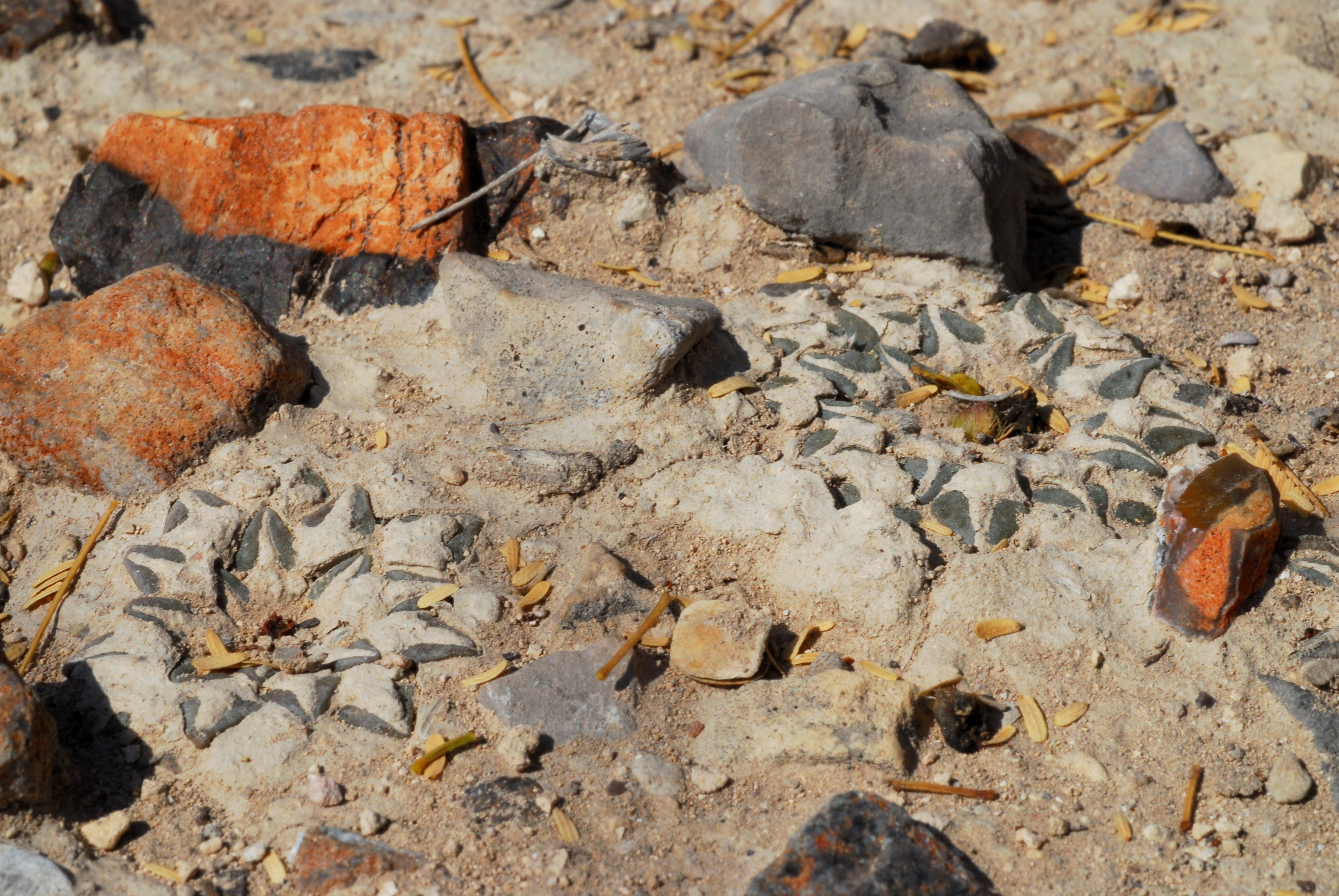
Ariocarpus kotschoubeyanus замаскувався серед каміння в Нуево-Леон

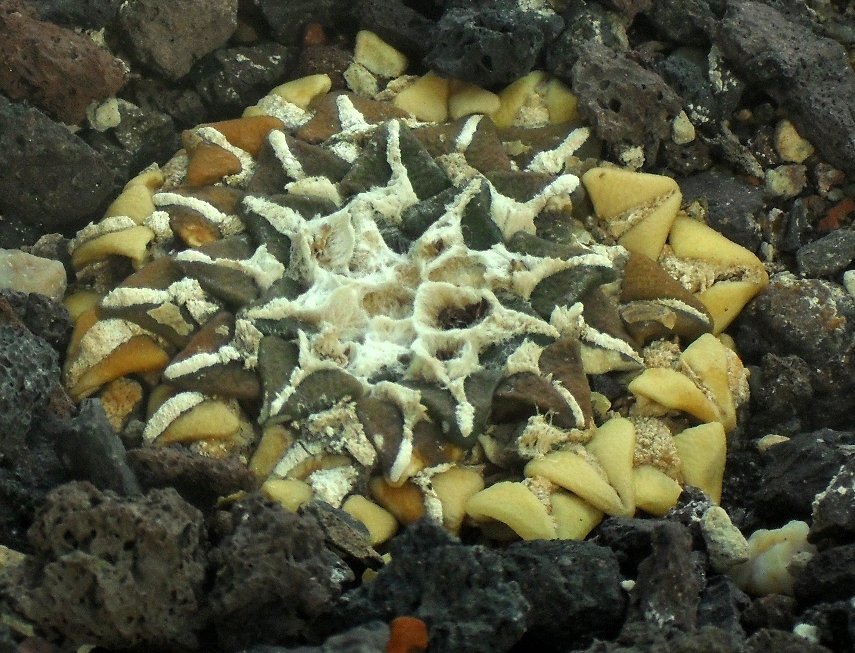
Ariocarpus kotschoubeyanus

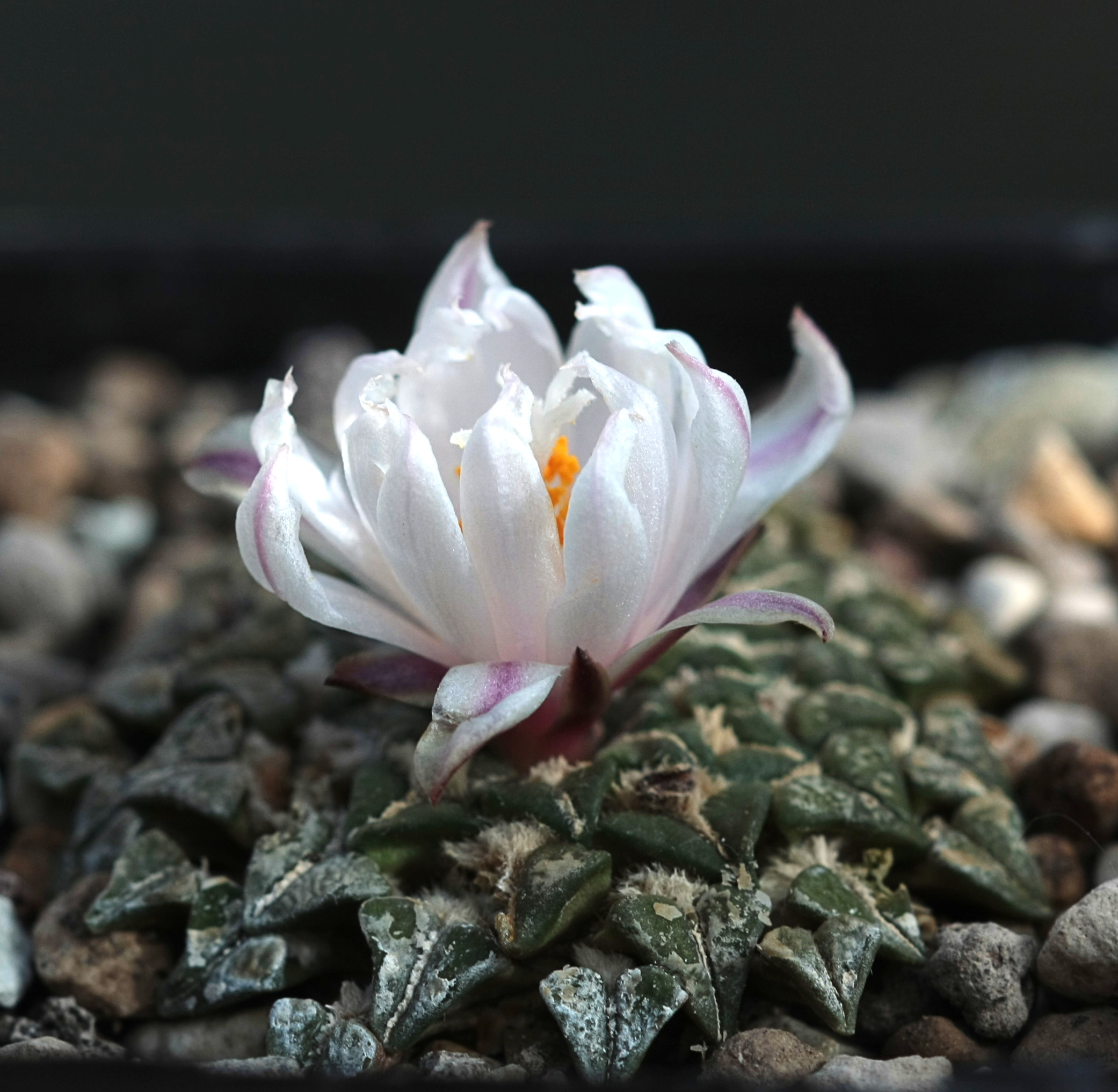
Ariocarpus kotschoubeyanus valbiflorus

Видова назва пов'язана з прізвищем українського князівського роду Кочубеїв, один з яких був першим володарем рослини. Сучасний представник роду Любомир Олегович Кочубей володіє дорогоцінною колекцією картин «Kotshoubeyanus», ці картини присвячені найкращим зразкам цього виду кактусів. 

## Морфологія
Мексиканці називають цей кактус «pezuna de ve-nado», що означає «оленяче копито», але він швидше нагадує багатопроменеву зірку. Велика частина стебла прихована під землею, і у дикорослих екземплярів над землею видно тільки маміли.
Стебло: сплощенно-кулясте, від зеленого до бордового кольору, плескато-кулястої форми, 1-3 см заввишки і 2-5 см в діаметрі, з плоскою верхівкою, в щепленому стані утворює бічні пагони. Корінь товстий, ріповидний. Сосочки з порівняно гладкою поверхнею, трикутної форми, в основі широкі і плоскі. Посередині сосочків в поздовжньому напрямку проходить глибока борозенка до 1 см довжиною і близько 0,5 см шириною, з білою повстю. Цей вид добре замаскований. Його стебло не досягає великих розмірів, і рослини діаметром 7 см можна вважати гігантами. Як і інші представники роду, він не має колючок. Красиві пурпурно-червоні квітки розпускаються на наймолодших мамілах у районі верхівки, мають діаметр в 3,5 см і нерідко закривають собою всю рослину. Плоди червонуваті або рожеві, подовжені, 0,5-1,5 см завдовжки і 0,1-0,3 см в діаметрі.

## Ареал
Це надзвичайно варіативний вид, що має величезний ареал проживання. Він зустрічається на півночі Мексики (Коауїла, Нуево-Леон) і поширився аж до штатів Сан-Луїс-Потосі, Куеретаро, Дуранго і Сакатекас. Місце неподалік від міста Матеуала (штат Сан-Луїс-Потосі) вважається для нього типовим.
Різновид з білими квітками (Ariocarpus kotschoubeyanus var. albiflorus) зустрічається в околицях містечка Тула в мексиканському штаті Тамауліпас, однак деякі дослідники вважають його самостійним видом.

## Літературва
- Буренков А. А. Кактусы в гостях и дома, — Феникс, 2007 г., — 472 с. — ISBN 978-966-651-431-1 (рос.)
- Edward F. Anderson. «The Cactus Family». 776 р. ISBN 0 881924989 (англ.)
- Hunt, D., Taylor, N. & Graham, C. The New Cactus Lexicon — Milborne Port: DH Books, 2006. (англ.)
- Ulises Guzmán, Salvador Arias, Patricia Dávila. Catálogo de Cactáceas Mexicanas. — Mexiko-Stadt : Universidad Nacional Autónoma de México, 2003. — 315 с. — ISBN 970-9000-20-9. (ісп.)
- http://www.inecc.gob.mx/descargas/con_eco/2011_Cact_mex_usos_amenazas.pdf [Архівовано 23 листопада 2015 у Wayback Machine.]